# David Schutter
David Schutter (* 1974 in Wilkes-Barre, Pennsylvania) ist ein US-amerikanischer Maler.

## Leben und Werk
David Schutter studierte von 1992 bis 1996 an der Pennsylvania Academy of the Fine Arts und von 2001 bis 2003 an der University of Chicago. Er schloss mit dem Master ab. Er wurde mit zahlreichen Preisen ausgezeichnet und  stellt sowohl national als auch international aus.
In Auseinandersetzung mit den Werken alter Meister schafft Schutter Bilder, die die Maße und malerischen Techniken, im Speziellen die Oberflächentexturen dieser Bilder aufgreifen. Er ist vor allem für nahezu monochrome, mittelformatige Bilder in Grau bekannt.

„David Schutters Arbeiten benutzen kunsthistorische Gemälde nicht als einfaches Vorbild. Vielmehr stellen seine Bilder technisch und metaphysisch einen Versuch dar, die Vielfalt der Verhältnisse, die Schutter in einem Ruisdael, Rubens oder Rembrandt als Künstler vorfindet, darzustellen – ähnlich wie ein Kunsthistoriker. In seinem eigenen, originären Kunstwerk spricht er diesem Ausgangsbild jedoch eine Zeitgenossenschaft zu. Dieses gelingt ihm wie keinem anderen Maler vor ihm. Er behandelt den Alten Meister wie ein Objekt und setzt dessen farbige Gestaltung und abstrakte Struktur in seine in grauen Valeurs gemalten Bilder um. So entstehen abstrakte Gemälde, die ihren Ausgangspunkt nicht in einer Intuition finden, sondern die Farbe als eine abstrakte Größe, ein Substrat des Denkens, des Erinnerns und der Existenz, agieren lassen.“

David Schutter ist seit 2020 Professor für Bildende Kunst an der Universität der Künste in Berlin.

## Weblink
- Universität der Künste Berlin Kurzvita David Schutter